# Parks Victoria
Parks Victoria est une agence gouvernementale de l'État du Victoria. Elle fut mise en place en décembre 1996, et, en tant qu'autorité de service public, elle rend compte au ministre de l'Environnement et du Changement climatique. La loi de 1998 rend Parks Victoria responsable de la gestion des parcs nationaux, des réserves et autres terres sous le contrôle de l'État, comme les sites historiques et ceux relevant du patrimoine culturel indigène.
Depuis sa prise de fonction, Parks Victoria s'est forgé, nationalement et internationalement, une solide réputation dans la gestion de parcs. La surface totale de ceux-ci dépasse les 40 000 km2. Cette agence s'occupe aussi de treize parcs nationaux marins et de onze sanctuaires marins plus petits. Ces parcs terrestres et maritimes du Victoria attirent chaque année 70 millions de visiteurs, en faisant l'une des attractions majeures de l'État.

## Propriétés du patrimoine et sites historiques
| - Andersons Mill - Beechworth Historic Park - Phare du cap Otway - Cape Schanck Lighthouse Reserve - Castlemaine Diggings National Heritage Park | - Collins Settlement Historic Site - Coolart Wetlands & Homestead - Days Mill - Gabo Island - Howqua Hills Historic Area | - Maldon Historic Reserve - Nyerimilang Heritage Park - Oriental Claims Historic Area - State Coal Mine - Steiglitz Historic Park | - Upper Goulburn Historic Area - Walhalla Historic Area - Werribee Park - Whroo Historic Reserve - William Ricketts Sanctuary - Woodlands Historic Park |

## Parcs d'État
| - Angahook-Lorne State Park - Arthurs Seat State Park - Barmah State Park - Black Range State Park - Broken-Boosey State Park - Bunyip State Park - Carlisle State Park | - Cathedral Range State Park - Dergholm State Park - Enfield State Park - Holey Plains State Park - Kooyoora State Park - Langi Ghiran State Park - Leaghur State Park | - Lerderderg State Park - Melba Gully State Park - Moondarra State Park - Mount Arapiles-Tooan State Park - Mount Buangor State Park - Mount Granya State Park - Mount Lawson State Park | - Mount Napier State Park - Mount Samaria State Park - Mount Worth State Park - Paddys Ranges State Park - Reef Hills State Park - Warby Range State Park - Warrandyte State Park - Werribee Gorge State Park |

## Parcs nationaux
| - Alfred National Park - Alpine National Park - Baw Baw National Park - Brisbane Ranges National Park - Burrowa-Pine Mountain National Park - Chiltern-Mt Pilot National Park - Churchill National Park - Cobboboonee National Park - Coopracambra National Park - Croajingolong National Park | - Dandenong Ranges National Park - Errinundra National Park - French Island National Park - Grampians National Park - Great Otway National Park - Greater Bendigo National Park - Hattah-Kulkyne National Park - Heathcote-Graytown National Park - Kinglake National Park - Lake Eildon National Park | - Lind National Park - Little Desert National Park - Lower Glenelg National Park - Mitchell River National Park - Mornington Peninsula National Park - Morwell National Park - Mount Buffalo National Park - Mount Eccles National Park - Mount Richmond National Park - Murray-Sunset National Park | - Organ Pipes National Park - Point Nepean National Park - Port Campbell National Park - Snowy River National Park - St Arnaud Range National Park - Tarra-Bulga National Park - Terrick Terrick National Park - The Lakes National Park - Wilsons Promontory National Park - Wyperfeld National Park - Yarra Ranges National Park |

## Sanctuaires marins
| - Barwon Bluff Marine Sanctuary - Beware Reef Marine Sanctuary - Bunurong Marine National Park - Cape Howe Marine National Park - Churchill Island Marine National Park - Corner Inlet Marine National Park | - Discovery Bay Marine National Park - Eagle Rock Marine Sanctuary - French Island Marine National Park - Jawbone Marine Sanctuary - Marengo Reefs Marine Sanctuary - Merri Marine Sanctuary | - Mushroom Reef Marine Sanctuary - Ninety Mile Beach Marine National Park - Point Addis Marine National Park - Point Cooke Marine Sanctuary - Point Danger Marine Sanctuary - Point Hicks Marine National Park | - Port Phillip Heads Marine National Park - Ricketts Point Marine Sanctuary - The Arches Marine Sanctuary - Twelve Apostles Marine National Park - Wilsons Promontory Marine National Park - Yaringa Marine National Park |

## Réserves marines
| - Bay of Islands Coastal Park - Bunurong Marine and Coastal Park - Cape Conran Coastal Park | - Cape Liptrap Coastal Park - Corner Inlet Marine & Coastal Park - Discovery Bay Coastal Park | - Gippsland Lakes Coastal Park - Nooramunga Marine & Coastal Parks - Point Cook Coastal Park | - Shallow Inlet Marine and Coastal Park - Wilsons Promontory Marine Park |